# AS Mont-Dore
Die Association Sportive du Mont-Dore ist ein neukaledonischer Fußballverein aus Le Mont-Dore, einer Kommune in den Vororten von Nouméa, der Hauptstadt der Inselgruppe. Seine Heimspiele trägt der Verein im Stade de Mont-Dore aus, welches 1.000 Zuschauern Platz bietet.
In den Jahren 2002, 2006 und 2010 wurde AS Mont-Dore neukaledonischer Meister. Ebenfalls dreimal (2006, 2008 und 2009) gewann der Verein den neukaledonischen Pokal. Im Jahr 2007 nahm der Club am OFC Champions Cup teil und wurde in der ersten Runde Gruppenletzter mit null Punkten aus vier Spielen.